# AK Скорпиона
AK Скорпиона (лат. AK Scorpii) — звезда Ae/Be Хербига, спектрально-двойная звезда на расстоянии около 459 световых лет от Солнца в созвездии Скорпиона. Принадлежит Верхней подгруппе Центавра — Волка, активно аккрецирует вещество. Двойная звезда окружена околозвёздным диском, изображение которого было получено на VLT/SPHERE в рассеянном свете и на телескопах ALMA.

## Характеристики
AK Скорпиона имеет возраст около 18 млн лет, что немного по астрономическим масштабам. Двойная звезда состоит из двух звёзд с равными массами около 1,25 массы Солнца соответственно, две звезды обращаются друг вокруг друга с периодом 13,6 дней. Двойная звезда окружена узким кольцом пыли с радиусом около 30 астрономических единиц, промежуток между двойной звездой и пылевым диском заполнен некоторым количеством газа.
Двойная звезда находится на вытянутой орбите, что приводит к переменности темпа аккреции вследствие гравитационного взаимодействия с диском. При прохождении наиболее далёкой точки на орбите двойной вещество вытягивается с границы внутреннего диска в промежуток между ним и звездой. Вещество образует аккреционные потоки, которые заполняет кольцеобразные структуры вокруг каждого компонента двойной звезды. В наиболее близкой точке на орбите кольцеобразные структуры контактируют друг с другом, что приводит к потере углового момента и создаёт вспышки аккреции.
В августе 2014 года система наблюдалась на телескопе Хаббл в течение прохождения перицентра. Телескоп наблюдал падение потока излучения водорода, что объяснялось покрытием звезды газовым потоком, падающим на звезду . Двойная система также проявляет признаки повышения потоков в рентгеновском диапазоне и ультрафиолете на телескопе XMM-Newton в течение прохождения перицентра, что также является признаком мощной аккреции в перицентре орбиты.
Наклонение орбиты двойной звезды и наклонение околозвёздного диска приблизительно совпадают. Если бы вокруг звезды существовала циркумбинарная планета, то она обращалась бы в той же плоскости, что и двойная система.
Спектр звёзд показывает, что их атмосфера содержит повышенное количество иттрия, бария и лантана. Один из компонентов также проявляет признаки повышенного содержания циркона, а другой компонент обладает повышенным содержанием серы.